# Cara Black
Cara Black, zimbabvejska tenisačica, * 17. februar 1979, Harare, Zimbabve.
Skupno je osvojila deset turnirjev za Grand Slam, tudi karierni Grand Slam v konkurenci mešanih dvojic. V posamični konkurenci se je na turnirjih za Odprto prvenstvo Francije najdlje uvrstila v četrti krog leta 2001, na turnirjih za Odprto prvenstvo Anglije v tretji krog, na turnirjih za Odprto prvenstvo Avstralije in Odprto prvenstvo ZDA pa v drugi krog. Največje uspehe je dosegala v konkurencah dvojic. V konkurenci ženskih dvojic je trikrat osvojila Odprto prvenstvo Anglije, ter po enkrat Odprto prvenstvo Avstralije in Odprto prvenstvo ZDA, še štirikrat se je uvrstila v finale turnirjev za Grand Slam, njena stalna partnerica je bila Liezel Huber. V konkurenci mešanih dvojic je dvakrat osvojila Odprto prvenstvo Anglije ter po enkrat Odprto prvenstvo ZDA, Odprto prvenstvo Francije in Odprto prvenstvo Avstralije, še trikrat se je uvrstila v finale, nastopala je skupaj z bratom Waynom Blackom. Kot tretja tenisačica v odprti eri je osvojila karierni Grand Slam v tej konkurenci, pred njo sta ga dosegli Martina Navratilova in Daniela Hantuchová.

## Finali Grand Slamov

### Ženske dvojice (9)

#### Porazi (4)
| Leto | Turnir                      | Partnerica       | Nasprotnici v finalu                | Rezultat finala |
| 2000 | Odprto prvenstvo ZDA        | Jelena Lihovceva | Julie Halard-Decugis Ai Sugijama    | 0–6, 6–1, 1–6   |
| 2005 | Odprto prvenstvo Francije   | Liezel Huber     | Virginia Ruano Pascual Paola Suárez | 6–4, 3–6, 3–6   |
| 2009 | Odprto prvenstvo ZDA (2)    | Liezel Huber     | Serena Williams Venus Williams      | 2–6, 2–6        |
| 2010 | Odprto prvenstvo Avstralije | Liezel Huber     | Serena Williams Venus Williams      | 4–6, 3–6        |

### Mešane dvojice (8)

#### Zmage (5)
| Leto | Turnir                       | Partner      | Nasprotnika v finalu                  | Rezultat finala     |
| 2002 | Odprto prvenstvo Francije    | Wayne Black  | Jelena Bovina Mark Knowles            | 6–3, 6–3            |
| 2004 | Odprto prvenstvo Anglije     | Wayne Black  | Alicia Molik Todd Woodbridge          | 3–6, 7–6(10–8), 6–4 |
| 2008 | Odprto prvenstvo ZDA         | Leander Paes | Liezel Huber Jamie Murray             | 7–6(8–6), 6–4       |
| 2010 | Odprto prvenstvo Avstralije  | Leander Paes | Jekaterina Makarova Jaroslav Levinský | 7–5, 6–3            |
| 2010 | Odprto prvenstvo Anglije (2) | Leander Paes | Lisa Raymond Wesley Moodie            | 6–4, 7–6(7–5)       |

#### Porazi (3)
| Leto | Turnir                    | Partner      | Nasprotnika v finalu             | Rezultat finala |
| 2004 | Odprto prvenstvo Francije | Wayne Black  | Tatiana Golovin Richard Gasquet  | 3–6, 4–6        |
| 2009 | Odprto prvenstvo Anglije  | Leander Paes | Anna-Lena Grönefeld Mark Knowles | 5–7, 3–6        |
| 2009 | Odprto prvenstvo ZDA      | Leander Paes | Carly Gullickson Travis Parrot   | 2–6, 4–6        |